# Крутиков, Иван Иванович
Иван Иванович Крутиков (6 ноября 1914, Заберезник, Вятская губерния — 14 октября 1995, Киров) — старший лейтенант Рабоче-крестьянской Красной Армии, участник Великой Отечественной войны, Герой Советского Союза (1945).

## Биография
Иван Крутиков родился 6 ноября 1914 года в деревне Заберезник (ныне — Орловский район Кировской области). Окончил семь классов школы, после чего работал токарем на машиностроительном заводе в Кирове. В 1936—1938 годах служил в Рабоче-крестьянской Красной Армии. В октябре 1941 года Крутиков повторно был призван в армию. В 1942 году он окончил Ленинградское пулемётно-стрелковое училище. С апреля того же года — на фронтах Великой Отечественной войны. Участвовал в Курской битве, был контужен.
К апрелю 1945 года гвардии старший лейтенант Иван Крутиков командовал огневым взводом 8-го гвардейского отдельного истребительно-противотанкового дивизиона 12-й гвардейской стрелковой дивизии 61-й армии 1-го Белорусского фронта. Отличился во время боёв в Германии. 17 апреля 1945 года взвод Крутикова одним из первых переправился через Одер в районе населённого пункта Нойглитцен в 13 километрах к северу от Врицена и принял активное участие в боях за захват и удержание плацдарма на его западном берегу. В критический момент боя Крутиков, отбивая вражескую атаку, автоматным огнём уничтожил семь немецких солдат. В тех боях взвод Крутикова уничтожил 2 наблюдательных пункта, 3 артиллерийских орудия, несколько дзотов и около 150 солдат и офицеров противника. Крутиков был два раза ранен, но продолжал сражаться.
Указом Президиума Верховного Совета СССР от 31 мая 1945 года за «мужество, отвагу и героизм, проявленные в борьбе с немецкими захватчиками» гвардии старший лейтенант Иван Крутиков был удостоен высокого звания Героя Советского Союза с вручением ордена Ленина и медали «Золотая Звезда» за номером 6860.
В 1946 году Крутиков был уволен в запас. Проживал в Кирове, работал в областном управлении «Росглаввторчермет». Скончался 14 октября 1995 года, похоронен в Кирове.

## Награды
- орден Красной Звезды (31.7.1944)[2]
- орден Отечественной войны 1-й (7.1.1945[3], 6.4.1985[4]) и 2-й (27.3.1945)[5] степеней
- Герой Советского Союза (орден Ленина и медаль «Золотая Звезда»; 31.5.1945)[6]
- медали[1], в том числе:
  - медаль «За отвагу» (4.9.1943)[7].